# Grup coroană

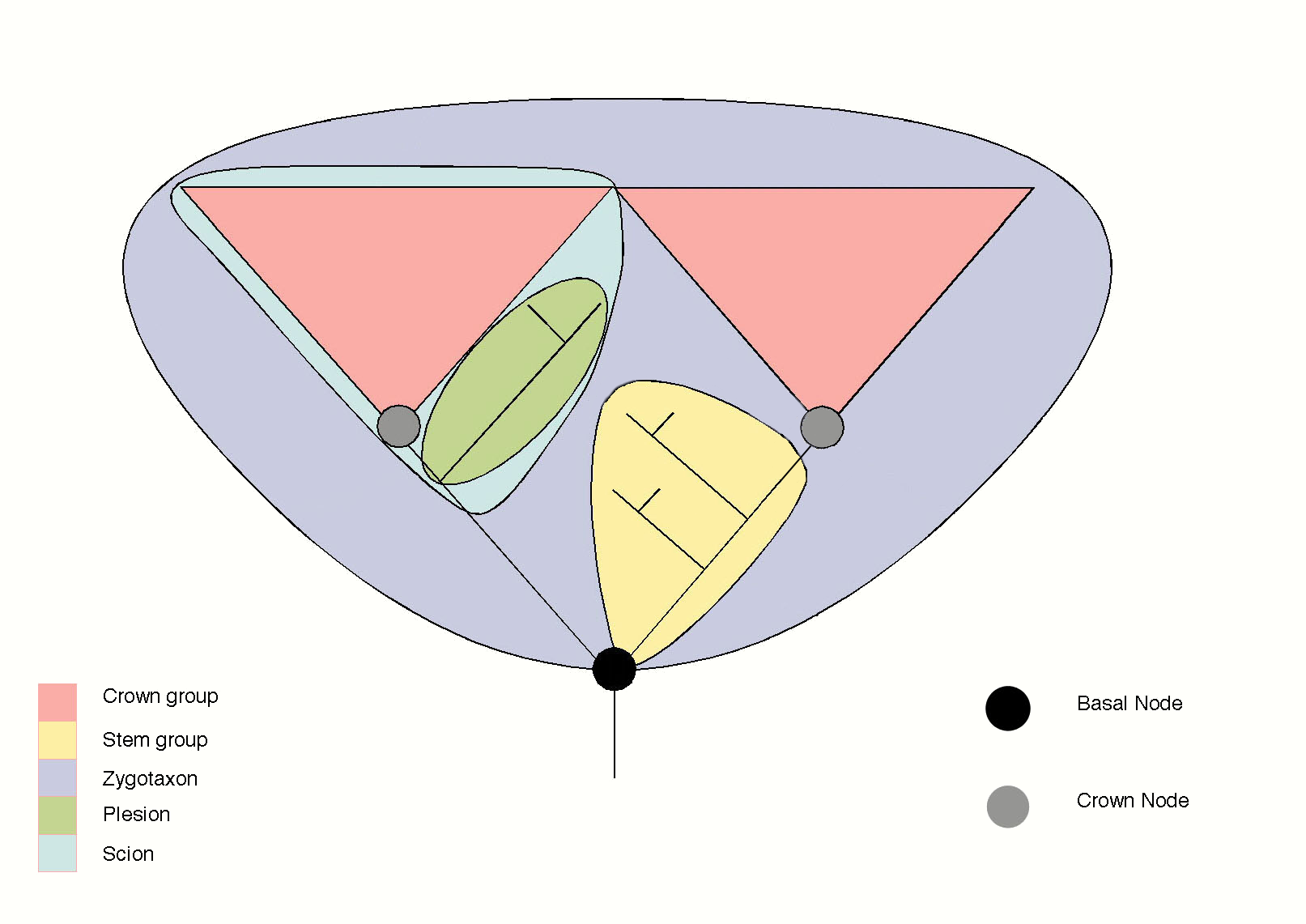
Sunt ilustrate două grupuri coroană distincte (cu roșu), conectate printr-un strămoș (cercul negru). Cele două grupuri formează un grup coroană mai mare (mov).

În filogenetică, un grup coroană al unei colecții de specii constă în reprezentanții în viață ai colecției împreună cu strămoșii acestora până la ultimul strămoș comun precum și toți descendenții acelui strămoș. Astfel, acesta este o cladă, un grup constând dintr-o specie și toți descendenții acesteia.
Conceptul a fost elaborat de Willi Hennig, cel care a formulat filogenetica sistematică, ca mod de a clasifica organismele vii relativ la rudele dispărute ale acestora în lucrarea sa „Die Stammesgeschichte der Insekten”,
iar terminologia grup „coroană” și „trunchi” a fost inventată de R. P. S. Jefferies în anul 1979. Deși formulat în anii 1970, termenul nu a fost utilizat în mod obișnuit până la reintroducerea sa anul 2000 de către Graham Budd și Sören Jensen.

## Conținutul grupului coroană
Nu este necesar ca o specie să aibă descendenți în viață pentru a fi inclusă în grupul coroană. Ramurile laterale extincte din arborele genealogic care sunt descendente din ultimul strămoș comun al mebrilor în viață încă vor face parte din grupul coroană. De exemplu, dacă luăm în considerare păsările-coroană (adică toate păsările extante și restul arborelui genealogic până la ultimul strîmoș comun), ramuri laterale extincte precum pasărea Dodo sau marele pinguin nordic sunt încă descendenți din ultimul strămoș comun al tuturor păsărilor în viață, astfel că fac parte din grupul coroană. O cladogramă foarte simplă este prezentată mai jos:
|  | †Archaeopteryx |
|  | |
|  | \| \| alte grupuri extincte \| \| \| \| \| \| Neornithes (păsări moderne, unele extincte precum dodo) \| \| \| \| |
|  | |
|  | alte grupuri extincte                                                                                             |
|  | |
|  | Neornithes (păsări moderne, unele extincte precum dodo)                                                           |
|  | |

|  | alte grupuri extincte                                   |
|  |                                                         |
|  | Neornithes (păsări moderne, unele extincte precum dodo) |
|  |                                                         |

În această diagramă, clada etichetată „Neornithes” este grupul coroană al păsărilor: acesta include ultimul strămoș comun al tuturor păsărilor în viață și descendenții acestuia, în viață sau nu. Deși considerate a fi păsări (adică membri ai cladei Aves), Archaeopteryx și alte grupuri extincte nu sunt incluse în grupul coroană, deoarece se situează în afara cladei Neornithes, fiind descendente dintr-un strămoș mai timpuriu.
O definiție alternativă nu precizează ca membri unui grup coroană să fie extanți, ci doar să fi rezultat dintr-un „mare eveniment de cladogeneză". Prima definiție stă la baza acestui articol.
De multe ori, grupului coroană i se spune „-coroană”, pentru a-l deosebi de grup așa cum este acesta definit în mod obișnuit. Atât păsările cât și mamiferele sunt definite în mod tradițional prin trăsăturile acestora, și conțin mebri fosili care au trăit înainte de ultimii strămoși comuni ai grupurilor în viață sau, ca mamiferul Haldanodon, nu erau descendenți din acel strămoș deși au trăit mai târziu. Astfel, Aves-Coroană și Mammalia-Coroană diferă ușor în conținut față de definiția obișnuită a Aves și Mammalia. Acest lucru a produs o confuzie în literatură.

## Alte grupuri sub conceptul de grup coroană
Ideea cladistică de a folosi strict topologia arborelui filogenetic pentru a defini grupuri, necesită alte definiții decât grupurile coroană pentru a defini adecvat grupurile fosile dezbătute în mod obișnuit precum fauna diversă din zona șisturilor Burgess. Astfel, o mulțime de prefixuri au fost definite pentru a descrie diverse ramuri ale arborelui filogenetic relativ la organismele extante.

### Pan-Grup
Un pan-grup sau grup total este format din grupul coroană și toate organismele înrudite mai îndeaproape de acesta decât de oricare alte organisme extante. Într-o analogie cu un arbore, acesta este grupul coroană și toate ramurile până la (dar neincluzând) bifurcația cu cea mai apropiată ramură care are membri în viață. Astfel, grupul Pan-Aves conține păsările în viață și toate organismele (fosile) înrudite mai îndeaproape cu păsările decât cu Crocodilia (cele mai apropiate rude în viață ale acestora). Descendența filogenetică care pornește de la Neornithes până în punctul în care se unește cu descendența Crocodilia, împreună cu toate ramurile laterale, constituie grupul pan-păsărilor. Pen lângă acestea mai sunt și păsări primitive din afara grupului coroană precum Archaeopteryx, Hesperornis și Confuciusornis, deci, păsările din pan-grup ar include toți dinozaurii și pterozaurii precum și un amestec de animale ne-crocodiliene ca Marasuchus.
Pan-Mammalia constă din toate mamiferele și strămoșii fosili ai acestora până la bifurcația filogenetică din amniotele rămase (Sauropsida). Iar Pan-Mammalia este o denumire alternativă pentru Synapsida.

### Grupuri trunchi
Un grup trunchi este un grup parafiletic compus dintr-un pan-grup sau grup total, deasupra, minus grupul coroană însuși (și astfel minus toți membrii în viață ai pan-grupului). Rămân astfel rudele primitive ale grupurilor coroană, înapoi de-a lungul liniei filogenetice până la (dar neincluzând) ultimul strămoș comun al grupului coroană și rudele în viață cele mai apropiate. Rezultă din definiție că totți membrii unui grup trunchi sunt extincți. „Grup trunchi” este cel mai utilizat și cel mai important dintre conceptele legate de grupuri coroană, deoarece oferă un mod pur filogenetic pentru clasificarea fosilelor care nu pot fi încadrate altfel sistematic pe baza organismelor în viață.
Deși atribuit de multe ori lui Jefferies (1979), Willmann (2003) a găsit originea conceptului de grup trunchi la sistematicianul german Othniel Abel (1914)
, și a fost discutat și schițat în engleză în anul 1933 de Alfred Romer.
Alternativ, termenul „grup trunchi” mai este uneori folosit și în sens renstrâns numai pentru membrii taxonului tradițional din afara grupului coroană. Synapsidele permien precum Dimetrodon și Anteosaurus sunt mamifere trunchi în sens mai larg dar nu și în sens restrâns.

#### Exemple de grupuri trunchi (în sens larg)
Păsările trunchi constituie poate cel mai citat exemplu de grup trunchi, iar filogenia cestui grup este bine cunoscută. Următoarea cladogramă, bazată pe lucrarea lui Benton (2005), ilustrează conceptul:
| MMMMMMMMMMMMMMMMMMMMMMMMMMMMMMMMMMMMMMMMMMMMMMM | Crocodilia |
|                                                 | Crocodilia |

| Thyreophora | Stegosauria   |
|             | Stegosauria   |
| Ornithopoda | Hadrosauridae |
|             | Hadrosauridae |

|            | Archaeopteryx |
|            | |
| Neornithes | \| \| Paleognathae (incluzând extinctul moa) \| \| \| \| \| \| Neognathae al(incluzând extinctul dodo) \| \| \| \| |
|            | \| \| Paleognathae (incluzând extinctul moa) \| \| \| \| \| \| Neognathae al(incluzând extinctul dodo) \| \| \| \| |
|            | Paleognathae (incluzând extinctul moa)                                                                             |
|            | |
|            | Neognathae al(incluzând extinctul dodo)                                                                            |
|            | |

|  | Paleognathae (incluzând extinctul moa)  |
|  |                                         |
|  | Neognathae al(incluzând extinctul dodo) |
|  |                                         |

|            | Archaeopteryx |
|            | |
| Neornithes | \| \| Paleognathae (incluzând extinctul moa) \| \| \| \| \| \| Neognathae al(incluzând extinctul dodo) \| \| \| \| |
|            | \| \| Paleognathae (incluzând extinctul moa) \| \| \| \| \| \| Neognathae al(incluzând extinctul dodo) \| \| \| \| |
|            | Paleognathae (incluzând extinctul moa)                                                                             |
|            | |
|            | Neognathae al(incluzând extinctul dodo)                                                                            |
|            | |

|  | Paleognathae (incluzând extinctul moa)  |
|  |                                         |
|  | Neognathae al(incluzând extinctul dodo) |
|  |                                         |

|            | Archaeopteryx |
|            | |
| Neornithes | \| \| Paleognathae (incluzând extinctul moa) \| \| \| \| \| \| Neognathae al(incluzând extinctul dodo) \| \| \| \| |
|            | \| \| Paleognathae (incluzând extinctul moa) \| \| \| \| \| \| Neognathae al(incluzând extinctul dodo) \| \| \| \| |
|            | Paleognathae (incluzând extinctul moa)                                                                             |
|            | |
|            | Neognathae al(incluzând extinctul dodo)                                                                            |
|            | |

|  | Paleognathae (incluzând extinctul moa)  |
|  |                                         |
|  | Neognathae al(incluzând extinctul dodo) |
|  |                                         |

|            | Archaeopteryx |
|            | |
| Neornithes | \| \| Paleognathae (incluzând extinctul moa) \| \| \| \| \| \| Neognathae al(incluzând extinctul dodo) \| \| \| \| |
|            | \| \| Paleognathae (incluzând extinctul moa) \| \| \| \| \| \| Neognathae al(incluzând extinctul dodo) \| \| \| \| |
|            | Paleognathae (incluzând extinctul moa)                                                                             |
|            | |
|            | Neognathae al(incluzând extinctul dodo)                                                                            |
|            | |

|  | Paleognathae (incluzând extinctul moa)  |
|  |                                         |
|  | Neognathae al(incluzând extinctul dodo) |
|  |                                         |

| Thyreophora | Stegosauria   |
|             | Stegosauria   |
| Ornithopoda | Hadrosauridae |
|             | Hadrosauridae |

|            | Archaeopteryx |
|            | |
| Neornithes | \| \| Paleognathae (incluzând extinctul moa) \| \| \| \| \| \| Neognathae al(incluzând extinctul dodo) \| \| \| \| |
|            | \| \| Paleognathae (incluzând extinctul moa) \| \| \| \| \| \| Neognathae al(incluzând extinctul dodo) \| \| \| \| |
|            | Paleognathae (incluzând extinctul moa)                                                                             |
|            | |
|            | Neognathae al(incluzând extinctul dodo)                                                                            |
|            | |

|  | Paleognathae (incluzând extinctul moa)  |
|  |                                         |
|  | Neognathae al(incluzând extinctul dodo) |
|  |                                         |

|            | Archaeopteryx |
|            | |
| Neornithes | \| \| Paleognathae (incluzând extinctul moa) \| \| \| \| \| \| Neognathae al(incluzând extinctul dodo) \| \| \| \| |
|            | \| \| Paleognathae (incluzând extinctul moa) \| \| \| \| \| \| Neognathae al(incluzând extinctul dodo) \| \| \| \| |
|            | Paleognathae (incluzând extinctul moa)                                                                             |
|            | |
|            | Neognathae al(incluzând extinctul dodo)                                                                            |
|            | |

|  | Paleognathae (incluzând extinctul moa)  |
|  |                                         |
|  | Neognathae al(incluzând extinctul dodo) |
|  |                                         |

|            | Archaeopteryx |
|            | |
| Neornithes | \| \| Paleognathae (incluzând extinctul moa) \| \| \| \| \| \| Neognathae al(incluzând extinctul dodo) \| \| \| \| |
|            | \| \| Paleognathae (incluzând extinctul moa) \| \| \| \| \| \| Neognathae al(incluzând extinctul dodo) \| \| \| \| |
|            | Paleognathae (incluzând extinctul moa)                                                                             |
|            | |
|            | Neognathae al(incluzând extinctul dodo)                                                                            |
|            | |

|  | Paleognathae (incluzând extinctul moa)  |
|  |                                         |
|  | Neognathae al(incluzând extinctul dodo) |
|  |                                         |

|            | Archaeopteryx |
|            | |
| Neornithes | \| \| Paleognathae (incluzând extinctul moa) \| \| \| \| \| \| Neognathae al(incluzând extinctul dodo) \| \| \| \| |
|            | \| \| Paleognathae (incluzând extinctul moa) \| \| \| \| \| \| Neognathae al(incluzând extinctul dodo) \| \| \| \| |
|            | Paleognathae (incluzând extinctul moa)                                                                             |
|            | |
|            | Neognathae al(incluzând extinctul dodo)                                                                            |
|            | |

|  | Paleognathae (incluzând extinctul moa)  |
|  |                                         |
|  | Neognathae al(incluzând extinctul dodo) |
|  |                                         |

| Thyreophora | Stegosauria   |
|             | Stegosauria   |
| Ornithopoda | Hadrosauridae |
|             | Hadrosauridae |

|            | Archaeopteryx |
|            | |
| Neornithes | \| \| Paleognathae (incluzând extinctul moa) \| \| \| \| \| \| Neognathae al(incluzând extinctul dodo) \| \| \| \| |
|            | \| \| Paleognathae (incluzând extinctul moa) \| \| \| \| \| \| Neognathae al(incluzând extinctul dodo) \| \| \| \| |
|            | Paleognathae (incluzând extinctul moa)                                                                             |
|            | |
|            | Neognathae al(incluzând extinctul dodo)                                                                            |
|            | |

|  | Paleognathae (incluzând extinctul moa)  |
|  |                                         |
|  | Neognathae al(incluzând extinctul dodo) |
|  |                                         |

|            | Archaeopteryx |
|            | |
| Neornithes | \| \| Paleognathae (incluzând extinctul moa) \| \| \| \| \| \| Neognathae al(incluzând extinctul dodo) \| \| \| \| |
|            | \| \| Paleognathae (incluzând extinctul moa) \| \| \| \| \| \| Neognathae al(incluzând extinctul dodo) \| \| \| \| |
|            | Paleognathae (incluzând extinctul moa)                                                                             |
|            | |
|            | Neognathae al(incluzând extinctul dodo)                                                                            |
|            | |

|  | Paleognathae (incluzând extinctul moa)  |
|  |                                         |
|  | Neognathae al(incluzând extinctul dodo) |
|  |                                         |

|            | Archaeopteryx |
|            | |
| Neornithes | \| \| Paleognathae (incluzând extinctul moa) \| \| \| \| \| \| Neognathae al(incluzând extinctul dodo) \| \| \| \| |
|            | \| \| Paleognathae (incluzând extinctul moa) \| \| \| \| \| \| Neognathae al(incluzând extinctul dodo) \| \| \| \| |
|            | Paleognathae (incluzând extinctul moa)                                                                             |
|            | |
|            | Neognathae al(incluzând extinctul dodo)                                                                            |
|            | |

|  | Paleognathae (incluzând extinctul moa)  |
|  |                                         |
|  | Neognathae al(incluzând extinctul dodo) |
|  |                                         |

|            | Archaeopteryx |
|            | |
| Neornithes | \| \| Paleognathae (incluzând extinctul moa) \| \| \| \| \| \| Neognathae al(incluzând extinctul dodo) \| \| \| \| |
|            | \| \| Paleognathae (incluzând extinctul moa) \| \| \| \| \| \| Neognathae al(incluzând extinctul dodo) \| \| \| \| |
|            | Paleognathae (incluzând extinctul moa)                                                                             |
|            | |
|            | Neognathae al(incluzând extinctul dodo)                                                                            |
|            | |

|  | Paleognathae (incluzând extinctul moa)  |
|  |                                         |
|  | Neognathae al(incluzând extinctul dodo) |
|  |                                         |

| Thyreophora | Stegosauria   |
|             | Stegosauria   |
| Ornithopoda | Hadrosauridae |
|             | Hadrosauridae |

|            | Archaeopteryx |
|            | |
| Neornithes | \| \| Paleognathae (incluzând extinctul moa) \| \| \| \| \| \| Neognathae al(incluzând extinctul dodo) \| \| \| \| |
|            | \| \| Paleognathae (incluzând extinctul moa) \| \| \| \| \| \| Neognathae al(incluzând extinctul dodo) \| \| \| \| |
|            | Paleognathae (incluzând extinctul moa)                                                                             |
|            | |
|            | Neognathae al(incluzând extinctul dodo)                                                                            |
|            | |

|  | Paleognathae (incluzând extinctul moa)  |
|  |                                         |
|  | Neognathae al(incluzând extinctul dodo) |
|  |                                         |

|            | Archaeopteryx |
|            | |
| Neornithes | \| \| Paleognathae (incluzând extinctul moa) \| \| \| \| \| \| Neognathae al(incluzând extinctul dodo) \| \| \| \| |
|            | \| \| Paleognathae (incluzând extinctul moa) \| \| \| \| \| \| Neognathae al(incluzând extinctul dodo) \| \| \| \| |
|            | Paleognathae (incluzând extinctul moa)                                                                             |
|            | |
|            | Neognathae al(incluzând extinctul dodo)                                                                            |
|            | |

|  | Paleognathae (incluzând extinctul moa)  |
|  |                                         |
|  | Neognathae al(incluzând extinctul dodo) |
|  |                                         |

|            | Archaeopteryx |
|            | |
| Neornithes | \| \| Paleognathae (incluzând extinctul moa) \| \| \| \| \| \| Neognathae al(incluzând extinctul dodo) \| \| \| \| |
|            | \| \| Paleognathae (incluzând extinctul moa) \| \| \| \| \| \| Neognathae al(incluzând extinctul dodo) \| \| \| \| |
|            | Paleognathae (incluzând extinctul moa)                                                                             |
|            | |
|            | Neognathae al(incluzând extinctul dodo)                                                                            |
|            | |

|  | Paleognathae (incluzând extinctul moa)  |
|  |                                         |
|  | Neognathae al(incluzând extinctul dodo) |
|  |                                         |

|            | Archaeopteryx |
|            | |
| Neornithes | \| \| Paleognathae (incluzând extinctul moa) \| \| \| \| \| \| Neognathae al(incluzând extinctul dodo) \| \| \| \| |
|            | \| \| Paleognathae (incluzând extinctul moa) \| \| \| \| \| \| Neognathae al(incluzând extinctul dodo) \| \| \| \| |
|            | Paleognathae (incluzând extinctul moa)                                                                             |
|            | |
|            | Neognathae al(incluzând extinctul dodo)                                                                            |
|            | |

|  | Paleognathae (incluzând extinctul moa)  |
|  |                                         |
|  | Neognathae al(incluzând extinctul dodo) |
|  |                                         |

| MMMMMMMMMMMMMMMMMMMMMMMMMMMMMMMMMMMMMMMMMMMMMMM | Crocodilia |
|                                                 | Crocodilia |

| Thyreophora | Stegosauria   |
|             | Stegosauria   |
| Ornithopoda | Hadrosauridae |
|             | Hadrosauridae |

|            | Archaeopteryx |
|            | |
| Neornithes | \| \| Paleognathae (incluzând extinctul moa) \| \| \| \| \| \| Neognathae al(incluzând extinctul dodo) \| \| \| \| |
|            | \| \| Paleognathae (incluzând extinctul moa) \| \| \| \| \| \| Neognathae al(incluzând extinctul dodo) \| \| \| \| |
|            | Paleognathae (incluzând extinctul moa)                                                                             |
|            | |
|            | Neognathae al(incluzând extinctul dodo)                                                                            |
|            | |

|  | Paleognathae (incluzând extinctul moa)  |
|  |                                         |
|  | Neognathae al(incluzând extinctul dodo) |
|  |                                         |

|            | Archaeopteryx |
|            | |
| Neornithes | \| \| Paleognathae (incluzând extinctul moa) \| \| \| \| \| \| Neognathae al(incluzând extinctul dodo) \| \| \| \| |
|            | \| \| Paleognathae (incluzând extinctul moa) \| \| \| \| \| \| Neognathae al(incluzând extinctul dodo) \| \| \| \| |
|            | Paleognathae (incluzând extinctul moa)                                                                             |
|            | |
|            | Neognathae al(incluzând extinctul dodo)                                                                            |
|            | |

|  | Paleognathae (incluzând extinctul moa)  |
|  |                                         |
|  | Neognathae al(incluzând extinctul dodo) |
|  |                                         |

|            | Archaeopteryx |
|            | |
| Neornithes | \| \| Paleognathae (incluzând extinctul moa) \| \| \| \| \| \| Neognathae al(incluzând extinctul dodo) \| \| \| \| |
|            | \| \| Paleognathae (incluzând extinctul moa) \| \| \| \| \| \| Neognathae al(incluzând extinctul dodo) \| \| \| \| |
|            | Paleognathae (incluzând extinctul moa)                                                                             |
|            | |
|            | Neognathae al(incluzând extinctul dodo)                                                                            |
|            | |

|  | Paleognathae (incluzând extinctul moa)  |
|  |                                         |
|  | Neognathae al(incluzând extinctul dodo) |
|  |                                         |

|            | Archaeopteryx |
|            | |
| Neornithes | \| \| Paleognathae (incluzând extinctul moa) \| \| \| \| \| \| Neognathae al(incluzând extinctul dodo) \| \| \| \| |
|            | \| \| Paleognathae (incluzând extinctul moa) \| \| \| \| \| \| Neognathae al(incluzând extinctul dodo) \| \| \| \| |
|            | Paleognathae (incluzând extinctul moa)                                                                             |
|            | |
|            | Neognathae al(incluzând extinctul dodo)                                                                            |
|            | |

|  | Paleognathae (incluzând extinctul moa)  |
|  |                                         |
|  | Neognathae al(incluzând extinctul dodo) |
|  |                                         |

| Thyreophora | Stegosauria   |
|             | Stegosauria   |
| Ornithopoda | Hadrosauridae |
|             | Hadrosauridae |

|            | Archaeopteryx |
|            | |
| Neornithes | \| \| Paleognathae (incluzând extinctul moa) \| \| \| \| \| \| Neognathae al(incluzând extinctul dodo) \| \| \| \| |
|            | \| \| Paleognathae (incluzând extinctul moa) \| \| \| \| \| \| Neognathae al(incluzând extinctul dodo) \| \| \| \| |
|            | Paleognathae (incluzând extinctul moa)                                                                             |
|            | |
|            | Neognathae al(incluzând extinctul dodo)                                                                            |
|            | |

|  | Paleognathae (incluzând extinctul moa)  |
|  |                                         |
|  | Neognathae al(incluzând extinctul dodo) |
|  |                                         |

|            | Archaeopteryx |
|            | |
| Neornithes | \| \| Paleognathae (incluzând extinctul moa) \| \| \| \| \| \| Neognathae al(incluzând extinctul dodo) \| \| \| \| |
|            | \| \| Paleognathae (incluzând extinctul moa) \| \| \| \| \| \| Neognathae al(incluzând extinctul dodo) \| \| \| \| |
|            | Paleognathae (incluzând extinctul moa)                                                                             |
|            | |
|            | Neognathae al(incluzând extinctul dodo)                                                                            |
|            | |

|  | Paleognathae (incluzând extinctul moa)  |
|  |                                         |
|  | Neognathae al(incluzând extinctul dodo) |
|  |                                         |

|            | Archaeopteryx |
|            | |
| Neornithes | \| \| Paleognathae (incluzând extinctul moa) \| \| \| \| \| \| Neognathae al(incluzând extinctul dodo) \| \| \| \| |
|            | \| \| Paleognathae (incluzând extinctul moa) \| \| \| \| \| \| Neognathae al(incluzând extinctul dodo) \| \| \| \| |
|            | Paleognathae (incluzând extinctul moa)                                                                             |
|            | |
|            | Neognathae al(incluzând extinctul dodo)                                                                            |
|            | |

|  | Paleognathae (incluzând extinctul moa)  |
|  |                                         |
|  | Neognathae al(incluzând extinctul dodo) |
|  |                                         |

|            | Archaeopteryx |
|            | |
| Neornithes | \| \| Paleognathae (incluzând extinctul moa) \| \| \| \| \| \| Neognathae al(incluzând extinctul dodo) \| \| \| \| |
|            | \| \| Paleognathae (incluzând extinctul moa) \| \| \| \| \| \| Neognathae al(incluzând extinctul dodo) \| \| \| \| |
|            | Paleognathae (incluzând extinctul moa)                                                                             |
|            | |
|            | Neognathae al(incluzând extinctul dodo)                                                                            |
|            | |

|  | Paleognathae (incluzând extinctul moa)  |
|  |                                         |
|  | Neognathae al(incluzând extinctul dodo) |
|  |                                         |

| Thyreophora | Stegosauria   |
|             | Stegosauria   |
| Ornithopoda | Hadrosauridae |
|             | Hadrosauridae |

|            | Archaeopteryx |
|            | |
| Neornithes | \| \| Paleognathae (incluzând extinctul moa) \| \| \| \| \| \| Neognathae al(incluzând extinctul dodo) \| \| \| \| |
|            | \| \| Paleognathae (incluzând extinctul moa) \| \| \| \| \| \| Neognathae al(incluzând extinctul dodo) \| \| \| \| |
|            | Paleognathae (incluzând extinctul moa)                                                                             |
|            | |
|            | Neognathae al(incluzând extinctul dodo)                                                                            |
|            | |

|  | Paleognathae (incluzând extinctul moa)  |
|  |                                         |
|  | Neognathae al(incluzând extinctul dodo) |
|  |                                         |

|            | Archaeopteryx |
|            | |
| Neornithes | \| \| Paleognathae (incluzând extinctul moa) \| \| \| \| \| \| Neognathae al(incluzând extinctul dodo) \| \| \| \| |
|            | \| \| Paleognathae (incluzând extinctul moa) \| \| \| \| \| \| Neognathae al(incluzând extinctul dodo) \| \| \| \| |
|            | Paleognathae (incluzând extinctul moa)                                                                             |
|            | |
|            | Neognathae al(incluzând extinctul dodo)                                                                            |
|            | |

|  | Paleognathae (incluzând extinctul moa)  |
|  |                                         |
|  | Neognathae al(incluzând extinctul dodo) |
|  |                                         |

|            | Archaeopteryx |
|            | |
| Neornithes | \| \| Paleognathae (incluzând extinctul moa) \| \| \| \| \| \| Neognathae al(incluzând extinctul dodo) \| \| \| \| |
|            | \| \| Paleognathae (incluzând extinctul moa) \| \| \| \| \| \| Neognathae al(incluzând extinctul dodo) \| \| \| \| |
|            | Paleognathae (incluzând extinctul moa)                                                                             |
|            | |
|            | Neognathae al(incluzând extinctul dodo)                                                                            |
|            | |

|  | Paleognathae (incluzând extinctul moa)  |
|  |                                         |
|  | Neognathae al(incluzând extinctul dodo) |
|  |                                         |

|            | Archaeopteryx |
|            | |
| Neornithes | \| \| Paleognathae (incluzând extinctul moa) \| \| \| \| \| \| Neognathae al(incluzând extinctul dodo) \| \| \| \| |
|            | \| \| Paleognathae (incluzând extinctul moa) \| \| \| \| \| \| Neognathae al(incluzând extinctul dodo) \| \| \| \| |
|            | Paleognathae (incluzând extinctul moa)                                                                             |
|            | |
|            | Neognathae al(incluzând extinctul dodo)                                                                            |
|            | |

|  | Paleognathae (incluzând extinctul moa)  |
|  |                                         |
|  | Neognathae al(incluzând extinctul dodo) |
|  |                                         |

| Thyreophora | Stegosauria   |
|             | Stegosauria   |
| Ornithopoda | Hadrosauridae |
|             | Hadrosauridae |

|            | Archaeopteryx |
|            | |
| Neornithes | \| \| Paleognathae (incluzând extinctul moa) \| \| \| \| \| \| Neognathae al(incluzând extinctul dodo) \| \| \| \| |
|            | \| \| Paleognathae (incluzând extinctul moa) \| \| \| \| \| \| Neognathae al(incluzând extinctul dodo) \| \| \| \| |
|            | Paleognathae (incluzând extinctul moa)                                                                             |
|            | |
|            | Neognathae al(incluzând extinctul dodo)                                                                            |
|            | |

|  | Paleognathae (incluzând extinctul moa)  |
|  |                                         |
|  | Neognathae al(incluzând extinctul dodo) |
|  |                                         |

|            | Archaeopteryx |
|            | |
| Neornithes | \| \| Paleognathae (incluzând extinctul moa) \| \| \| \| \| \| Neognathae al(incluzând extinctul dodo) \| \| \| \| |
|            | \| \| Paleognathae (incluzând extinctul moa) \| \| \| \| \| \| Neognathae al(incluzând extinctul dodo) \| \| \| \| |
|            | Paleognathae (incluzând extinctul moa)                                                                             |
|            | |
|            | Neognathae al(incluzând extinctul dodo)                                                                            |
|            | |

|  | Paleognathae (incluzând extinctul moa)  |
|  |                                         |
|  | Neognathae al(incluzând extinctul dodo) |
|  |                                         |

|            | Archaeopteryx |
|            | |
| Neornithes | \| \| Paleognathae (incluzând extinctul moa) \| \| \| \| \| \| Neognathae al(incluzând extinctul dodo) \| \| \| \| |
|            | \| \| Paleognathae (incluzând extinctul moa) \| \| \| \| \| \| Neognathae al(incluzând extinctul dodo) \| \| \| \| |
|            | Paleognathae (incluzând extinctul moa)                                                                             |
|            | |
|            | Neognathae al(incluzând extinctul dodo)                                                                            |
|            | |

|  | Paleognathae (incluzând extinctul moa)  |
|  |                                         |
|  | Neognathae al(incluzând extinctul dodo) |
|  |                                         |

|            | Archaeopteryx |
|            | |
| Neornithes | \| \| Paleognathae (incluzând extinctul moa) \| \| \| \| \| \| Neognathae al(incluzând extinctul dodo) \| \| \| \| |
|            | \| \| Paleognathae (incluzând extinctul moa) \| \| \| \| \| \| Neognathae al(incluzând extinctul dodo) \| \| \| \| |
|            | Paleognathae (incluzând extinctul moa)                                                                             |
|            | |
|            | Neognathae al(incluzând extinctul dodo)                                                                            |
|            | |

|  | Paleognathae (incluzând extinctul moa)  |
|  |                                         |
|  | Neognathae al(incluzând extinctul dodo) |
|  |                                         |

Aici grupul coroană este Neornithes, toate descendențele păsărilor moderne până la ultimul strămoș comun. Cele mai apropiate rude în viață sunt parte din Crocodilia. Dacă urmărim descendența filogenetică care duce la Neornithes spre stânga, linia însăși și toate ramurile laterale aparțin păsărilor trunchi până când descendența se unește cea a crocodilienilor. Pe lângă păsări primitive din afara grupului coroană precum Archaeopteryx, Hesperornis și Confuciusornis, păsările grupului trunchi includ dinozaurii și pterozaurii. Ultimul strămoș comun al păsărilor și crocodilienilor — primul archozaur din grupul coroană — nu a fost nici pasăre nici crocodilian și nu avea niciun aspect unic pentru oricare dintre acestea. Cum grupul trunchi al păsărilor a evoluat, au apărut aspecte distinctive ale păsărilor precum penele și oasele goale în interior. În final, la baza grupului coroană, erau prezente toate trăsăturile comune păsărilor extante.
Mamiferele trunchi sunt cele din descendența care duce la mamiferele în viață, împreună cu ramurile laterale, de la divergența descendenței din Sauropsida până la ultimul strămoș comun al mamiferelor în viață. Acest grup include synapsidele precum și mammaliaformele precum morganucodonts și docodonts; acestea din urmă sunt tradițional și anatomic considerate mamifere deși sunt în afara grupului coroană al mamiferelor.

### Grup pleziune
Denumirea pleziune are un lung istoric în sistematizarea biologiei, iar grupul pleziune a dobândit mai multe semnificații de-a lungul anilor. O utilizare este ca „grup apropiat” (pleziune înseamnă apropiat de în grecește), adică grup înfrățit cu un taxon dat, indiferent dacă acel grup este sau nu grup coroană. Termenul mai poate însemna un grup, posibil parafiletic, definit prin trăsături primitive (adică simpleziomorfii). În general este definit ca o ramură laterală care se desparte mai devreme în arborele filogenetic decât grupul în discuție.

## Semnificația paleontologică a grupurilor trunchi și coroană
Așezarea fosilelor în ordine corespunzătoare într-un grup trunchi permite stabilirea ordinii acestor achiziții, și astfel calea ecologică și funcțională a evoluției aspectelor majore ale grupului în discuție. Grupurile trunchi oferă astfel un mod de a integra date paelontologice unice în investigații ale evoluției organismelor în viață. Mai mult, ne arată că fosilele care au fost considerate ca propriul lor grup separat deoarece nu au prezentat toate aspectele de diagnostic ale unei clade în viață, pot totuși relaționate cu acesta așezându-le în grupul său trunchi. Asemenea fosile au avut importanță deosebită la găsirea originii tetrapodelor, mamiferelor, și animalelor.

## Grupuri trunchi în sistematizare
Așa cum a fost propus inițial de Karl-Ernst Lauterbach, grupurilor trunchi ar trebui să li se atașeze sufixul „trunchi” (adică Aves-Trunchi, Arthropode-Trunchi), totuși grupul coroană nu ar trebui să aibă sufix.